# ۵ دلو
۵ دلو یک ستاره است که در صورت فلکی دلو قرار دارد.